# 24748 Nernst
24748 Nernst este un asteroid din centura principală de asteroizi.

## Descriere
24748 Nernst este un asteroid din centura principală de asteroizi. A fost descoperit pe 26 septembrie 1992 la Tautenburg de Freimut Börngen și Lutz Dieter Schmadel. Asteroidul prezintă o orbită caracterizată de o semiaxă mare de 3,00 ua, o excentricitate de 0,11 și o înclinație de 6,3° în raport cu ecliptica.